# María Gloria Planes Terol
María Gloria Planes Terol (Murcia, España, 29 de marzo de 1997) es una árbitra de fútbol española adscrita al Comité de Árbitros de la Región de Murcia. Desde la temporada 2022-23 dirige en la Primera División Femenina (Liga F).

## Trayectoria
Formada en el arbitraje murciano, ascendió a la élite del fútbol femenino español en 2022, integrándose en la plantilla de colegiadas de Liga F. Desde entonces ha sido designada regularmente en la competición liguera, con apariciones recogidas en las designaciones oficiales del CTA para jornadas de 2024‑25.
El 23 de enero de 2025 fue la árbitra principal de la segunda semifinal de la Supercopa de España Femenina entre el Real Madrid y la Real Sociedad.

## Internacional
Ha actuado como cuarta árbitra en competiciones de UEFA, como la Eurocopa sub-19 femenina (Islandia–Bélgica, 2025) y la Liga de Naciones Femenina de la UEFA (Inglaterra–Bélgica, 2025).

## Vida personal
Compagina su carrera arbitral con la enfermería.